# (37575) 1990 QD7
1990 QD7 (asteroide 37575) é um asteroide da cintura principal. Possui uma excentricidade de 0.16101200 e uma inclinação de 5.21519º.
Este asteroide foi descoberto no dia 20 de agosto de 1990 por Eric Walter Elst em La Silla.